# Gomphandra schoepfiifolia
Gomphandra schoepfiifolia är en järneksväxtart som beskrevs av Herman Otto Sleumer. Gomphandra schoepfiifolia ingår i släktet Gomphandra och familjen Stemonuraceae. Inga underarter finns listade i Catalogue of Life.